# Stine Andersen (Handballspielerin)
Stine Andersen (* 25. März 1993 in Odense) ist eine ehemalige dänische Handballspielerin, die zuletzt beim dänischen Erstligisten Viborg HK spielte.

## Vereinskarriere
Stine Andersen begann das Handballspielen bei Stige HK. Im Jahre 2009 schloss sich die Außenspielerin dem HC Odense an. Ab der Saison 2012/13 lief sie für den dänischen Erstligisten Team Tvis Holstebro auf. Mit Holstebro gewann sie 2013 und 2015 den EHF-Pokal sowie 2016 den Europapokal der Pokalsieger. Im Sommer 2018 schloss sie sich Viborg HK an. Zum Ende der Spielzeit 2021/22 beendete sie ihre Handballkarriere.

## Auswahlmannschaften
Stine Andersen nahm im Mai 2016 an einem Lehrgang der dänischen Nationalmannschaft teil. Am 7. Oktober 2016 gab sie ihr Länderspieldebüt.